# Нагрудний знак «За заслуги перед кримськотатарським народом»
Відзнака — нагрудний знак «За заслуги перед кримськотатарським народом» — нагорода Громадської організації «Земляцтво кримських татар», яка надається для відзначення громадян України та іноземних держав, а також осіб без громадянства за видатні особисті досягнення у захисті та відновленні прав та свобод кримськотатарського народу.

## Історія нагороди
У перший день священного місяця Рамадан, 17 липня 2015 року «Земляцтвом кримських татар», вперше в новітній історії кримських татар засновано відзнаку — нагрудний знак «За заслуги перед кримськотатарським народом».
Першими нагороду «За заслуги перед кримськотатарським народом», відповідно до рішення Правління Земляцтва кримських татар" від 18 вересня 2015 року, отримали Лідер кримськотатарського народу, народний депутат України, Уповноважений Президента України у справах кримськотатарського народу Мустафа Джемілєв і кримськотатарський патріот, борець за суверенітет і територіальну цілісність України Решат Аметов (посмертно).

## Статут нарогоди
Статут відзнаки «За заслуги перед кримськотатарським народом» затверджено Головою ГО «Земляцтво кримських татар» від 18 вересня 2015 року Аслан Омер Киримли.
Відзнакою — нагрудним знаком «За заслуги перед кримськотатарським народом» нагороджуються громадяни України та іноземних держав, а також особи без громадянства за видатні особисті досягнення в захисту та відновлення прав та свобод кримськотатарського народу.
Нагороджена особа іменується кавалером відзнаки «За заслуги перед кримськотатарським народом».
Нагородження відзнакою «За заслуги перед кримськотатарським народом» може бути проведено посмертно.
Позбавлення звання кавалер відзнаки «За заслуги перед кримськотатарським народом» може бути проведено рішенням Голови правління «Земляцтва кримських татар» у разі засудження нагородженого за злочин або за зраду інтересів кримськотатарського народу.
Нагородження знаком «За заслуги перед кримськотатарським народом» може здійснюватися за поданням правління Земляцтва кримських татар.
Висунення кандидатур здійснюється гласно.
До подання додається нагородний лист установленого зразка, в якому визначаються конкретні заслуги особи, що стали підставою для порушення клопотання про нагородження знаком «За заслуги перед кримськотатарським народом».
Нагородженому знаком «За заслуги перед кримськотатарським народом» вручаються знак та посвідчення.

## Опис відзнаки
Знак «За заслуги перед кримськотатарським народом» виготовляється з нейзильберу і має форму десятикутної зірки з розбіжними променями.
Промені знака мають рослинний орнамент синього та жовтого кольорів.
Посередині знака круглий медальйон синього кольору на якому зображені зірка з півмісяцем, під якими — вінок з дубових гілок, надпису арабською мовою «Ім'ям Аллаха Милостивого, Милосердного» та надпису «QIRIM»
Усі зображення рельєфні.
Розмір знака між протилежними кінцями променів — 45 мм.
Зворотний бік знака плоский, з викарбуваними літерами «QRM» та номером знака.
До верхнього кінця знака кріпиться кільце з вушком, яке сполучається з фігурною колодкою, обтягнутою стрічкою блакитного кольору.
Посередині верхньої третини колодки розташована прямокутна металева пластинка жовтого кольору в центрі якої зображена тамга кримських ханів в
круглому медальйоні.
На колодці розміщена шпилька для кріплення до одягу.

## Кавалери відзнаки
1. Мустафа Джемілєв — політичний та громадський діяч України, один із провідників кримськотатарського національного руху, дисидент, політичний в'язень, народний депутат України, голова Меджлісу кримськотатарського народу у 1991—2013 рр.
2. Решат Аметов, (посмертно) — перший громадянин України, убитий внаслідок російської агресії проти України. Герой України (2017, посмертно).
3. Айше Сеїтмуратова — дисидентка, журналістка, історикиня, ветеранка кримськотатарського національного руху.
4. Петро Григоренко (посмертно) — генерал-майор, дисидент, правозахисник.
5. Веджіє Кашка — ветеранка кримськотатарського національного руху.
6. Зампіра Асанова — ветеранка кримськотатарського національного руху.
7. İbrahİm Muhtar Altan, (посмертно) — один із засновників Американської кримськотатарської асоціації, був одним з найактивніших представників кримськотатарської діаспори в США.
8. İbrahim Dülber, (посмертно) — співзасновник та перший керівник організації кримськотатарської діаспори в Нью-Йорку, ветеран кримськотатарського національного руху.
9. Sefik Ahmet Gürdemir — екс-президент Американської кримськотатарської асоціації, був активним представником кримськотатарської діаспори в США.
10. Abdulhakİm Sarayli був активним представником кримськотатарської діаспори в Нью-Йорку, ветеран кримськотатарського національного руху.
11. Fİkret Yurter, (посмертно) — екс-президент Американської кримськотатарської асоціації, був активним представником кримськотатарської діаспори в США.
12. Saffet Karagöz — ветеран кримськотатарського національного руху, представник кримськотатарської діаспори в Нью-Йорку.
13. Abdurrahim Demirayak — ветеран кримськотатарського національного руху, представник кримськотатарської діаспори США, колекціонер, меценат.
14. Mehmet Sevdiyar — кримськотатарський письменник, журналіст, був активним представником кримськотатарської діаспори в США.
15. Refik Kurun, (посмертно) — ветеран кримськотатарського національного руху,  співзасновник та заступник керівника організації кримськотатарської діаспори в Нью-Йорку.
16. Ахмед Іхсан Киримли, (посмертно) — турецький державний, політичний та громадський діяч кримськотатарського походження, Голова Товариства культури та взаємодопомоги кримських тюрків Туреччини у 1987—2011 роках.
17. Іззет Хаїров — ветеран кримськотатарського національного руху.
18. Ільмі Аметов, (посмертно) — ветеран кримськотатарського національного руху.
19. Амет-Хан Султан, (посмертно) — національний герой кримськотатарського народу, військовий льотчик, учасник Другої Світової війни.
20. Сáхаров Андрíй Дм́итрович, (посмертно) — лауреат Нобелівської премії миру (1975), активний борець за права людини.
21. В'ячесла́в Макси́мович Чорнові́л, (посмертно) — український політик, політичний в'язень СРСР. Провідник українського національно-демократичного визвольного руху кінця 80-х — 90-х років; Герой України (2000, посмертно).
22. Ідріс Асанін, (посмертно) — поет, ветеран кримськотатарського національного руху.
23. Мирослав Франкович Маринович — український правозахисник, публіцист, релігієзнавець, член-засновник Української Гельсінської групи, віцеректор Українського Католицького Університету у Львові.
24. Наталія Беліцер — доктор біологічних наук, дослідниця у сфері прав корінних народів.
25. Шефіка Консул — ветеранка кримськотатарського національного руху.
26. Сервер Карамєтов — ветеран кримськотатарського національного руху.
27. Ахтем Дерменджи — ветеран кримськотатарського національного руху.
28. Галіль Іналджик, (посмертно) — всесвітньовідомий турецький історик-османіст кримськотатарського походження.
29. Cengiz Dağcı, (посмертно) — кримськотатарський прозаїк та поет.
30. Sabri Arıkan [Архівовано 23 квітня 2021 у Wayback Machine.], (посмертно) — ветеран кримськотатарського національного руху, співзасновник Фонду дослідження та популяризації культури EMEL KIRIM FAKFI [Архівовано 22 квітня 2021 у Wayback Machine.], дослідник наукової спадщини Ісмаїла Гаспринського.
31. Mustecib Haci Fazil Ulkusal, (посмертно) — видатний кримськотатарський громадський діяч, засновник та видавець журналу «Емель».
32. Реша́т Джемі́лєв, (посмертно) — кримськотатарський громадський активіст, один з лідерів національного руху кримських татар.
33. Rafet Karanlik, (посмертно) — видатний кримськотатарський громадський діяч, президент «Кримськотатарського культурного центра в Західній Європі».
34. Сабріє Сєу́това, (посмертно) — кримськотатарська письменниця, журналістка та громадська активістка. Член Спілки письменників України (1985).
35. Февзі Сейдалієв, (посмертно) — кримськотатарський громадський активіст, учасник [Архівовано 2 березня 2022 у Wayback Machine.] національного руху кримських татар.
36. Алі Кадиров, (посмертно) — ветеран кримськотатарського національного руху.
37. Марат Омеров [Архівовано 1 березня 2021 у Wayback Machine.], (посмертно) — кримськотатарський громадський активіст, учасник національного руху кримських татар.
38. Сеїт-Амза Умеров [Архівовано 1 березня 2021 у Wayback Machine.], (посмертно) — кримськотатарський громадський активіст, учасник кримськотатарського національного руху.
39. Кемаль Карпат, (посмертно) — видатний історик-міжнародник.
40. Роллан Кадиєв, (посмертно) — вчений-фізик, дисидент, правозахисник, учасник кримськотатарського національного руху.
41. Ереджеп Хайретдінов, (посмертно) — голова Організації кримськотатарського національного руху.
42. Невзат Ялчинташ, (посмертно) — видатний турецький політик кримськотатарського походження.
43. Енвер Муслядінов — ветеран кримськотатарського національного руху.
44. Асан Джемілєв — ветеран кримськотатарського національного руху.
45. Едіє Джемілєва — ветеранка кримськотатарського національного руху.
46. Zafer Karatay — турецький журналіст кримськотатарського походження, режисер, учасник кримськотатарського національного руху.
47. Бекір Умеров — ветеран кримськотатарського національного руху.
48. Ilber Ortayli — всесвітньовідомий турецький історик та письменник кримськотатарського походження.
49. Бори́с Вжесне́вський — канадський політик українського походження, член Палати громад Канади.
50. Krzysztof Stanowski — польський державний та громадський діяч, один із лідерів руху «Солідарність».
51. Айдин Ешреф-оглу Шем'ї-заде — доктор фізико-математичних наук, кримськотатарський культурний діяч і письменник.
52. Selim Chazbijewicz — польський державний діяч, вчений, дипломат, посол Польщі в Казахстані (з 2017 р.).
53. Валерій Возгрін — доктор історичних наук, автор багатьох історичних праць про кримських татар.
54. Adas Jakubauskas — литовський вчений та громадський діяч кримськотатарського походження, член Всесвітнього конгресу кримських татар.
55. Rustem Borluca — один з активних представників кримськотатарської діаспори в США, член Всесвітнього конгресу кримських татар.
56. Irena Lasota — американська громадська та політична активістка польського походження, активна учасниця антикомуністичного руху.
57. Idil Izmirli — одна з активних представниць кримськотатарської діаспори в США, дослідниця Університету Джорджа Мейсона (США).
58. Мубейїн Бату Алтан — один з активних представників кримськотатарської діаспори в США.
59. Mehmet Kamil Berse — один з активних представників кримськотатарської діаспори в США.
60. Hakan Kirimli — турецький дослідник-міжнародник кримськотатарського походження, активний представник кримськотатарської діаспори в Туреччині.
61. Mustafa Sarikamis [Архівовано 5 березня 2014 у Wayback Machine.] — активний представник кримськотатарської діаспори в Туреччині.
62. Йонет Джан Тезель — турецький дипломат, Надзвичайний і Повноважний Посол Турецької Республіки в Україні в 2014—2018 рр.
63. Володимир Костянтинович Буковський, (посмертно) — учений-нейрофізіолог, письменник, публіцист. Колишній радянський політичний в'язень та один із засновників дисидентського руху в СРСР.
64. Карел Шварценберг — чеський державний діяч, міністр закордонних справ Чехії з 2010 по 2013 рр.
65. Оле́на Гео́ргієвна Бо́ннер, (посмертно) — правозахисниця, дисидентка.
66. Світлана Червонна (посмертно) — мистецтвознавець, дослідниця сучасної політичної історії кримськотатарського народу.